# Tacca
Tacca (Tacca chantrieri) är en art inom familjen taccaväxter. Arten är utbredd från nordöstra Indien och södra Kina till Malackahalvön. Tacca odlas ibland som krukväxt i Sverige.

## Synonymer

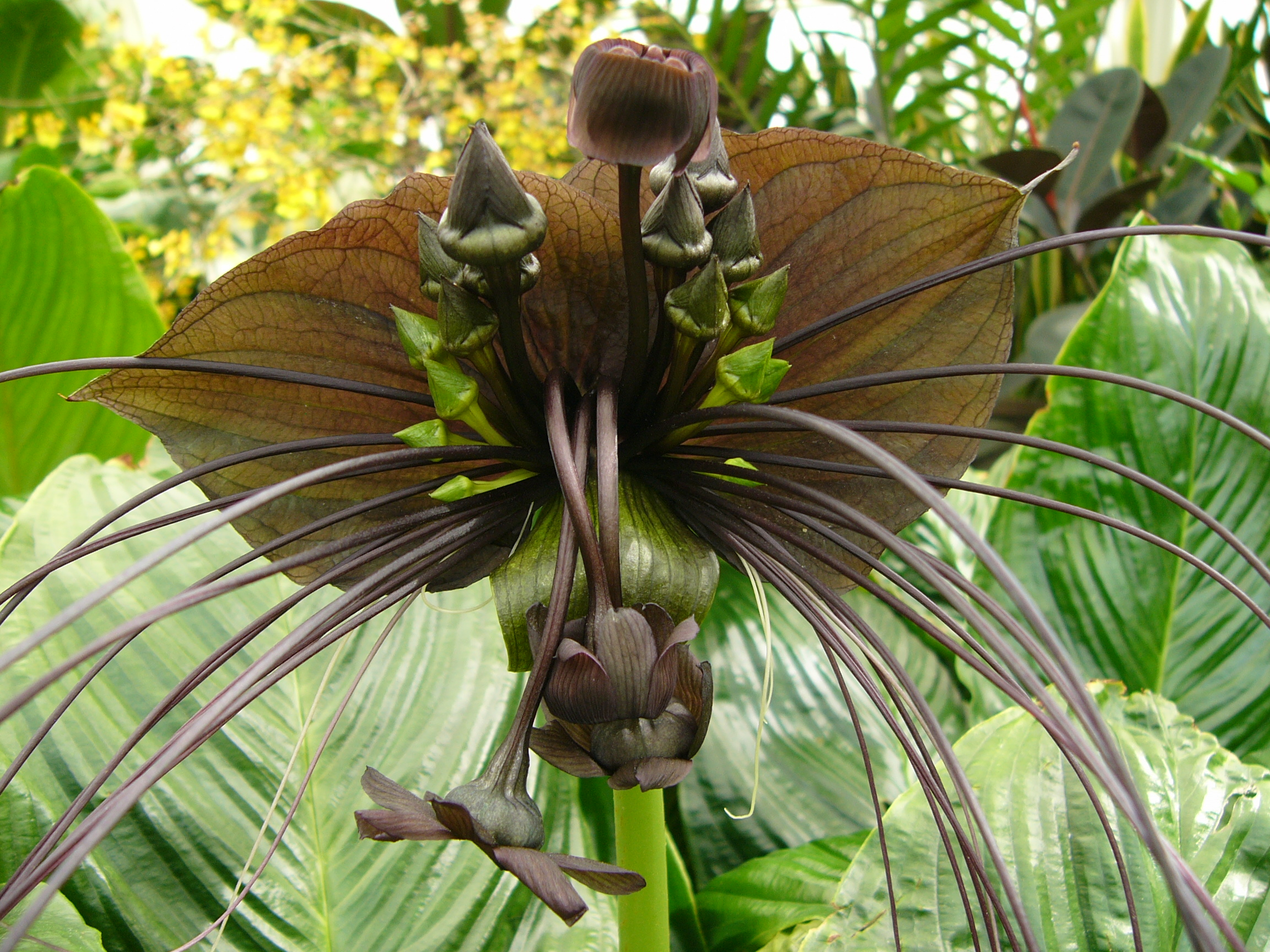
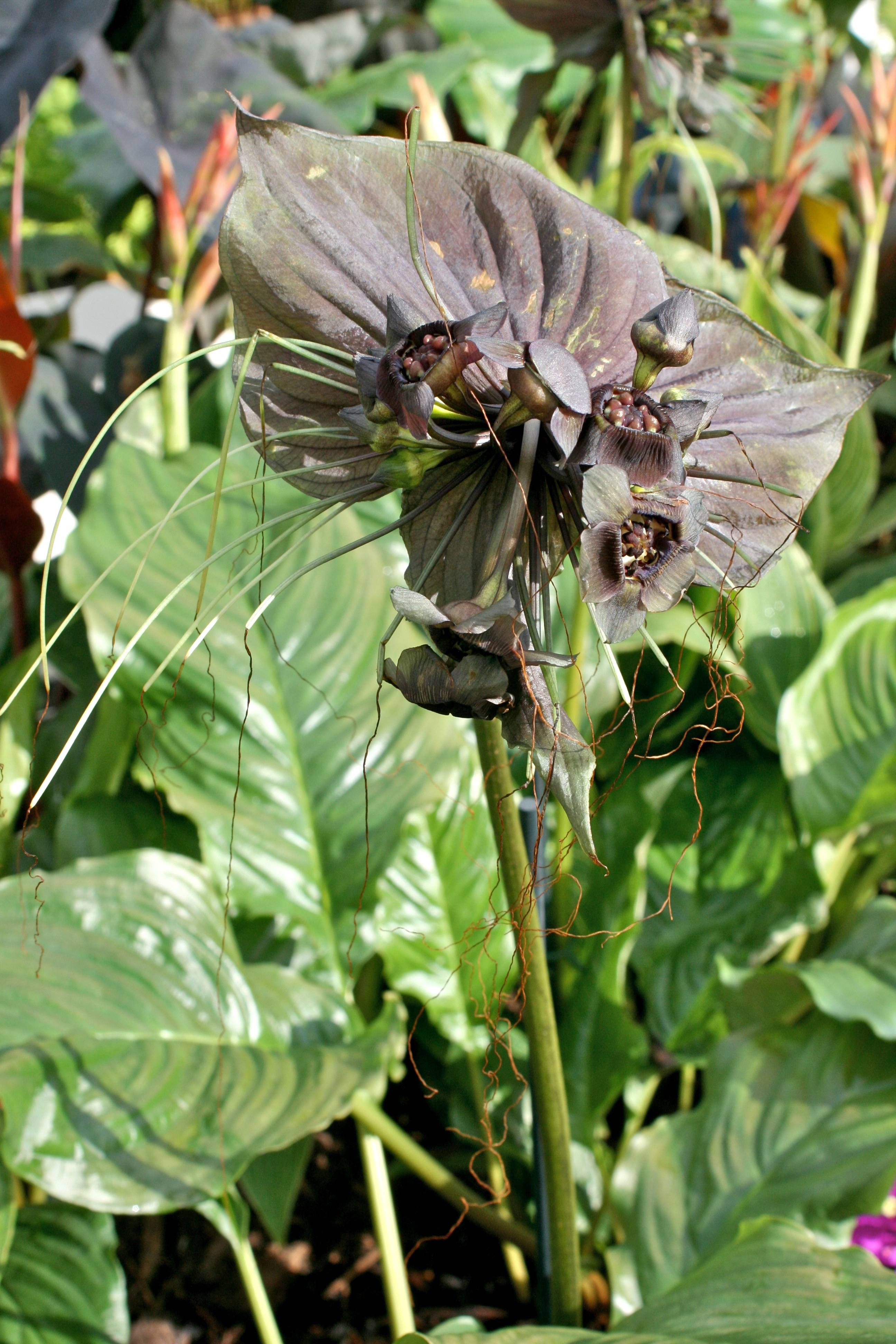
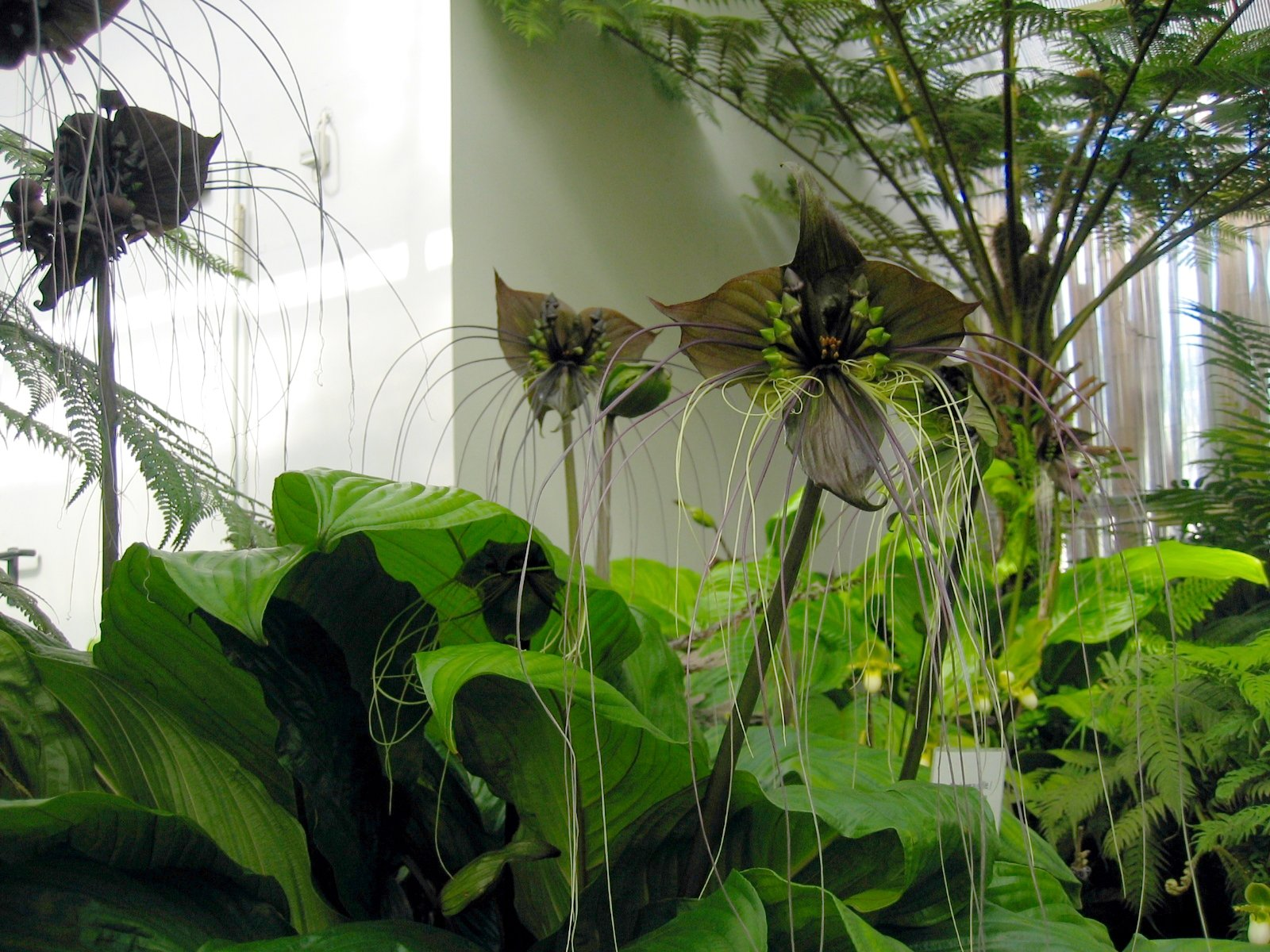

Clerodendrum esquirolii H.Léveillé
Schizocapsa breviscapa (Ostenf.) W.Limpricht
Schizocapsa itagakii Yamamoto
Tacca chantrieri André
Tacca chantrieri f. macrantha (H.Limpr.) H.Limpr.
Tacca esquirolii (H.Léveillé) Rehder
Tacca garrettii Craib
Tacca lancifolia var. breviscapa Ostenf.
Tacca macrantha Limpr.
Tacca minor Ridl.
Tacca paxiana W.Limpricht
Tacca roxburghii W.Limpricht
Tacca vespertilio Ridl.
Tacca wilsonii W.Limpricht